# De Roy

De Roy (ook: De Roy van Zuydewijn, De Roy van Zuijdewijn en: De Roye van Wichen) is een Nederlands geslacht waarvan leden sinds 1825 tot de Nederlandse adel behoren; delen van de familie gingen later tot de Belgische adel behoren.

## Geschiedenis
De stamreeks begint met Harmen Cornelisz. de Roij, schepen van Achttienhoven die tussen 1652 en 1655 overleed. Zijn zoon was kwartiermeester Bernard Harmensz. de Roy (1638-1707) die later landmeter en ingenieur werd. Enkele nazaten werden tussen 1825 en 1913 verheven in de Nederlandse adel; van een tak vestigden zich de leden in België, maar die tak stierf in 1970 uit. De meeste leden behoren echter niet tot de Nederlandse adel. Wel werd de familie in 1959 opgenomen in het Nederland's Patriciaat.
Wapenspreuk: Domine ad adjuvandum me festina (Heer haast U om mij te helpen); dit is een fragment van Psalm 70:2.

## Enkele telgen
Harmen Cornelisz. de Roij, Schepen van Achttienhoven, stamvader
- Bernard Harmensz. de Roy (1638-1707), kwartiermeester, landmeter, cartograaf en ingenieur.In zijn jeugd was hij klerk bij de rentmeester Stoop in 's-Gravenhage. In de periode 1657 - 1664 in dienst van de paltsgraaf Filips Willem van de Palts werkzaam samen met De Rahl aan de vestingwerken van Düsseldorf. Schreef een monografie samen met Hugo Ruysch, 1674: '...Korte deductie, daer in vertoont wert in welcker voegen de provintie van Hollant, het Neder-Stigt ende stadt Utrecht tegen alle invasien des vyants kan gedefendeert werden, sonder den selven door het water doen ondervloeyen...'. Hij is de vervaardiger van de bekende  Nieuwe Caerte van de Provincie van Utrecht .
  - Willem de Roij, professor in de wiskunde, landmeter/cartograaf, ook werkzaam in Duitsland en noemde zich aldaar ingenieur, baumeister en koninklijk Pruisisch Landmesser
    - Johan de Roij, landmeter/cartograaf

  - Bernard de Roij (circa 1682-1747), officier in Statendienst, directeur lands fortificatien, brigadier (generaal) der infanterie, commandant Fort Sint-Andries (Heerewaarden)
    - mr. Isaac Johan de Roij ([1710]-1785), advocaat, stamvader van de takken De Roij
    - Joanna Everarda de Roy (1712-1784); trouwde in 1743 met Joannes Half-Wassenaer, heer van Onsenoort en Nieuwkuyk (1706-1782), lid van de familie Half-Wassenaer
    - Bernard Jacob de Roij (1716-1782), ingenieur in Statendienst, kolonel der genie, directeur der fortificatieën, stamvader van de tak De Roije van Wichen

### Tak De Roij
mr. Isaac Johan de Roij ([1710]-1785), advocaat, lid raad van Karel Theodoor van Beieren, keurvorst van de Palts, Utrecht 26-6-1732, proefschrift ...De Testium jurejurando, fide et numero...
- mr. Adam Johannes Frans de Roy, heer van de Binckhorst (1746-1807), patriot, advocaat, wethouder van 's-Gravenhage; trouwde in 1784 met Catharina Wilhelmina Josephina Montens, vrouwe van Zuidewijn-Capelle (1760-1821) waardoor de heerlijkheid met het kasteel Zuidewijn in Vrijhoeve-Capelle in de familie De Roy kwam, waarna takken zich De Roy van Zui(j)dewijn en De Roy van Zuydewijn gingen noemen
  - Sophia Maria Jacoba Josepha de Roy van Zuydewijn (1791-1868), kocht het kasteel Loon op Zand aan; trouwde in 1815 met jhr. mr. Franciscus Xaverius Verheyen (1779-1851), griffier van provinciale staten van Noord-Brabant, lid van de familie Verheyen
  - mr. Johannes Franciscus Christianus Josephus de Roij van Zuijdewijn (1789-1866),notaris, lid raad, burgemeester en wethouder van Breda, lid van provinciale staten van Noord-Brabant
    - Eugènius Arnoldus Anna Josephus de Roy van Zuydewijn (1815-1892), president van de Algemene Rekenkamer, lid Raad van Voogdij koningin Wilhelmina
    - Charles de Roy van Zuydewijn (1825-1876), generaal-majoor infanterie, deelnemer aan de Atjeh-oorlog
    - Johannes Arnoldus Josephus de Roy van Zuydewijn (1827-1875), notaris te Teteringen.
      - Karel de Roy van Zuydewijn (1856-1933), administrateur
        - Jacobus Cornelis Adrianus de Roy van Zuydewijn (1885-1963), kassier, hoofdadministrateur NV Kreymborg
          - drs. Charles de Roy van Zuydewijn (1917-1999), econoom, directeur Geïllustreerde Pers N.V.
            - dr. Eleonore (Noortje) de Roy van Zuydewijn (1941-2010), auteur, o.a. proefschrift Van koopman tot icoon, Johan van der Veken en de Zuid-Nederlandse immigranten in Rotterdam rond 1600

          - mr. Jacques Anne de Roy van Zuydewijn (1918-2009), directeur Provinciale Noord-Brabantse Electriciteits Maatschappij, kamerheer honorair van de Koningin, voorzitter Jeroen Boschstichting
          - mr. Leo de Roy van Zuydewijn (1926-1978), advocaat
            - dr. Edwin Karel Willem de Roy van Zuydewijn (1966), voormalige echtgenoot van Margarita Maria Beatriz prinses de Bourbon de Parme (1972), lid van de familie De Bourbon de Parme

          - mr. Herbert Jan de Roy van Zuydewijn (1927-2019), ambtenaar kabinet van de burgemeester van 's-Gravenhage, vertaler en dichter

      - jhr. Louis Henri Marie de Roij van Zuijdewijn (1873-1940), bestuurder in Nederlands-Indië, bij KB van 13 oktober 1913 verheven in de Nederlandse adel
      - jhr. Emile Jacques Joseph de Roij van Zuijdewijn (1877-1929), 1e luitenant-kwartiermeester, bij KB van 21 mei 1912 verheven in de Nederlandse adel

  - Rudolphus Jacobus de Roij (1792-1854), ritmeester
    - jhr. mr. Bernard Marie Antoine Auguste de Roij van Zuidewijn, heer van Zuidewijn-Capelle (1838-1926), rechter, bij KB van 9 april 1895 verheven in de Nederlandse adel
      - jhr. mr. dr. Bernard Rudolf Cornelis Maria de Roij van Zuidewijn, heer van Zuidewijn-Capelle (1882-1973), griffier rechtbank
        - jhr. Diderick Frederik Adolf Walter de Roij van Zuidewijn, heer van Zuidewijn-Capelle (1927-1997), gezagvoerder KLM; trouwde in 1955 Susanna Gijsberta Wilhelmina Vermeulen (1927-2017), bewoonster van kasteel Zuidewijn

    - jhr. Rudolph Franciscus Maria Antonius de Roij (1841-1916), burgemeester van Oss, notaris, bij KB van 9 april 1895 verheven in de Nederlandse adel

### Tak De Roije van Wichen
Bernard Jacob de Roij (1716-1782), ingenieur in Statendienst, kolonel der genie, directeur der fortificatiën
- Bernard Willem Antonius de Roij van Wichen (1746-1803), generaal-majoor der genie, directeur-generaal der fortificatiën
  - Franciscus Johannes Everardus baron de Roije van Wichen (1779-1869), luitenant-generaal der genie, commandant van Overijssel, bij KB van 31 december 1825 verheven in de Nederlandse adel; verlening bij KB van 14 juli 1839 de titel van baron bij eerstgeboorte, maar hij had geen nageslacht
  - jhr. Adam Jean Bernard de Roije van Wichen (1790-1863), chef 4e Batallion 63 Regiment de Ligne deelname in 1812 aan la Grande Armée, kolonel generale staf, penningkundige, bij KB van 31 december 1825 verheven in de Nederlandse adel, bleef ongehuwd
- jhr. Martinus Joannes de Roije van Wichen (1756-1831), majoor, lid van de raad van 's-Hertogenbosch, bij KB van 31 december 1825 verheven in de Nederlandse adel; zijn nageslacht ging behoren tot de Belgische adel
  - Gustave Jean Baptiste de Roye de Wichen (1801-1856)
    - Paul Jean Martin de Roye de Wichen (1850-1918)
      - Gustave Léon Marie Ghislain de Roye de Wichen (1875-1929), majoor
        - Bernadette Henriette Marie Léontine Ghislaine de Roye de Wichen (1923-1970), laatste telg van de Belgische tak

Geslachten die opgenomen zijn in het sinds 1910 verschijnende genealogische naslagwerk Nederland's Patriciaat. Lijst volgens opgave van het CBG Centrum voor familiegeschiedenis.
A · B · C · D · E · F · G · H · I · J · K · L · M · N · O · P · Q · R · S · T · U · V · W · Y · Z